# Нойталь
Нойталь (нім. Neutal) — громада округу Оберпуллендорф у землі Бургенланд, Австрія.
Нойталь лежить на висоті  274 м над рівнем моря і займає площу  11,6 км². Громада налічує 1075 мешканців. 
Густота населення 93/км².  
|                                  |
| Нойталь на мапі округу та землі. |

 Адреса управління громади: Hauptstrasse 47, 7343 Neutal. 

## Демографія
Історична динаміка населення міста за даними сайту Statistik Austria

## Галерея

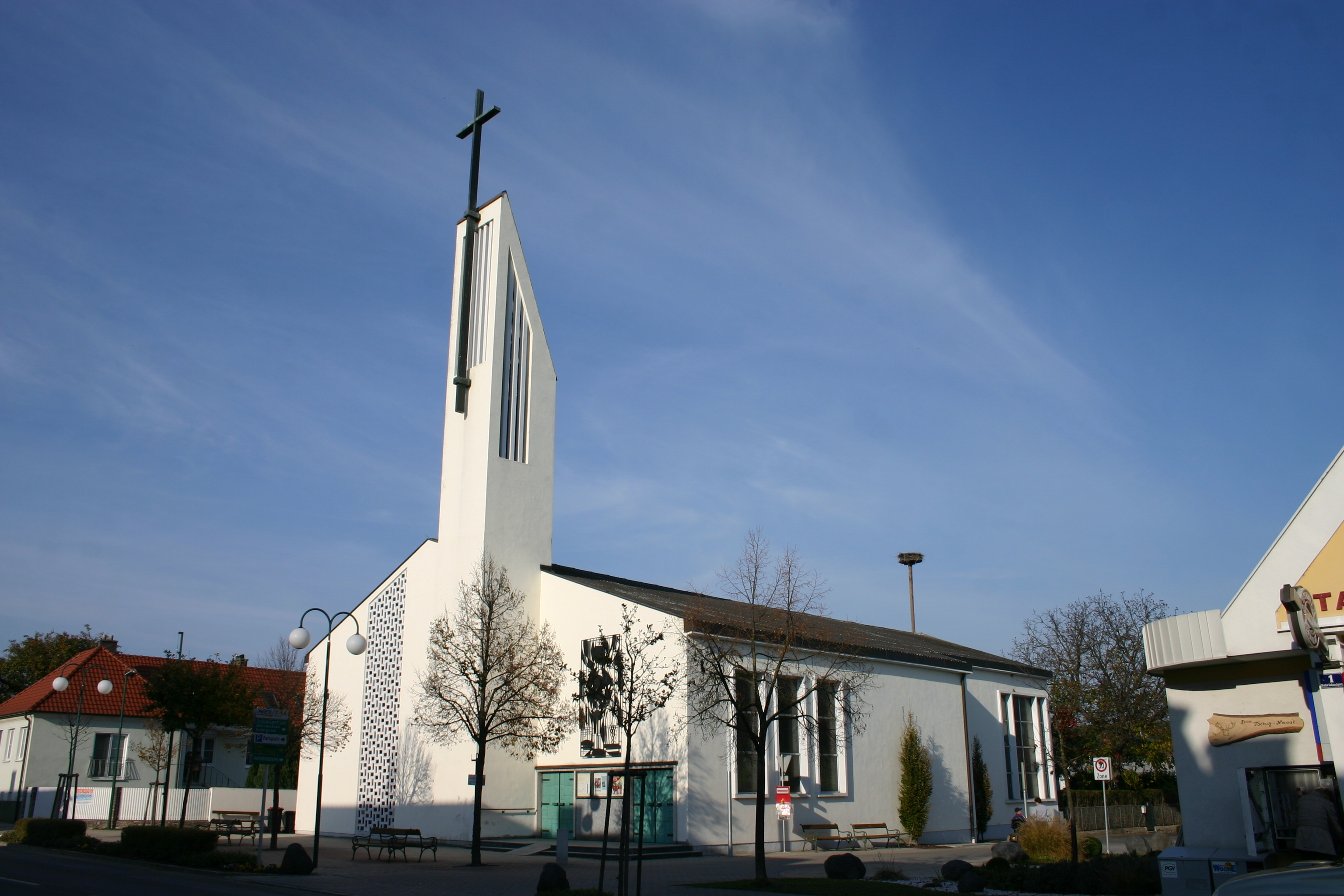
Церква в центрі
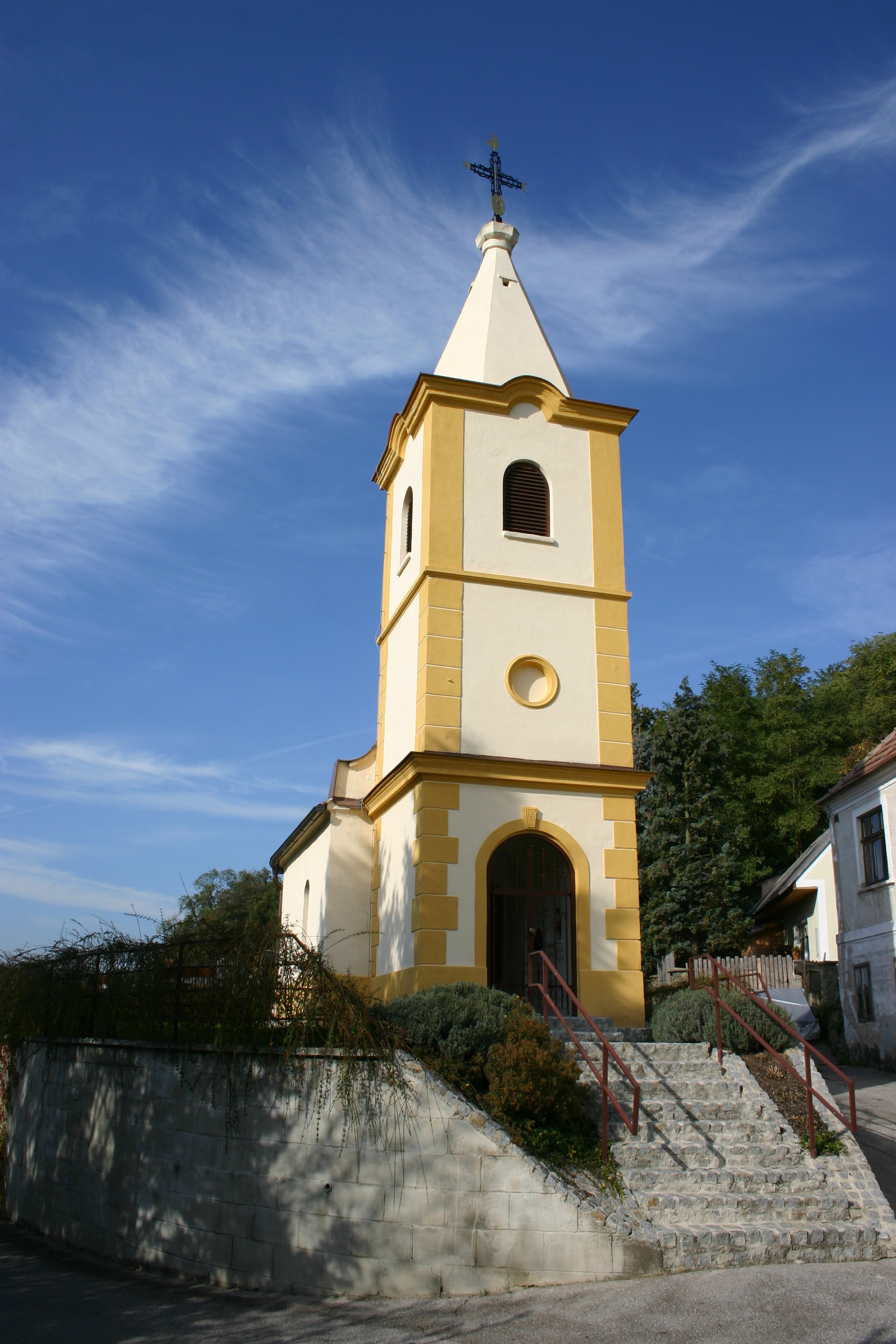

## Виноски
1. ↑  Dauersiedlungsraum der Gemeinden Politischen Bezirke und Bundesländer - Gebietsstand 1.1.2018 — Статистичне управління Австрії.
2. ↑  Einwohnerzahl 1.1.2018 nach Gemeinden mit Status, Gebietsstand 1.1.2018 — Статистичне управління Австрії.
3. ↑   www.neutal.at
4. ↑  Gemeindedaten von Neutal

| Австрія | Це незавершена стаття з географії Австрії. Ви можете допомогти проєкту, виправивши або дописавши її. |